# Jurgis Gečys
Jurgis Gečys (* 16. Februar 1927 in Kanapelka, Rajongemeinde Molėtai; † 1. Oktober 1997) war ein litauischer Forstwirt und Politiker, Vizeminister, stellvertretender Forstwirtschaftsminister Litauens.

## Leben
1946 absolvierte er das Gymnasium Molėtai und von 1946 bis 1951 das Diplomstudium an der Fakultät für Waldwirtschaft an der Lietuvos žemės ūkio akademija. Er arbeitete als Forstingenieur.
Am 18. April 1990 ernannte die litauische Premierministerin Kazimira Prunskienė Gečys zum Vizeminister im Forstwirtschaftsministerium Litauens. Am 11. März 1992 entließ ihn der litauische Premierminister Gediminas Vagnorius im Kabinett Vagnorius I. Sein Nachfolger wurde Petras Bužinskas.

## Ehrung
- 1977: Verdienter Förster Litauens